# Laitjärvi
Laitjärvi är en sjö i kommunen Joutsa i landskapet Mellersta Finland i Finland. Sjön ligger 96,5 meter över havet. Den är 13,34 meter djup. Arean är 1,67 kvadratkilometer och strandlinjen är 10,49 kilometer lång. Sjön  ingår i Kymmene älvs huvudavrinningsområde.   Den ligger omkring 68 kilometer söder om Jyväskylä och omkring 180 kilometer norr om Helsingfors. 